# 圣方济各堂 (摩德纳)

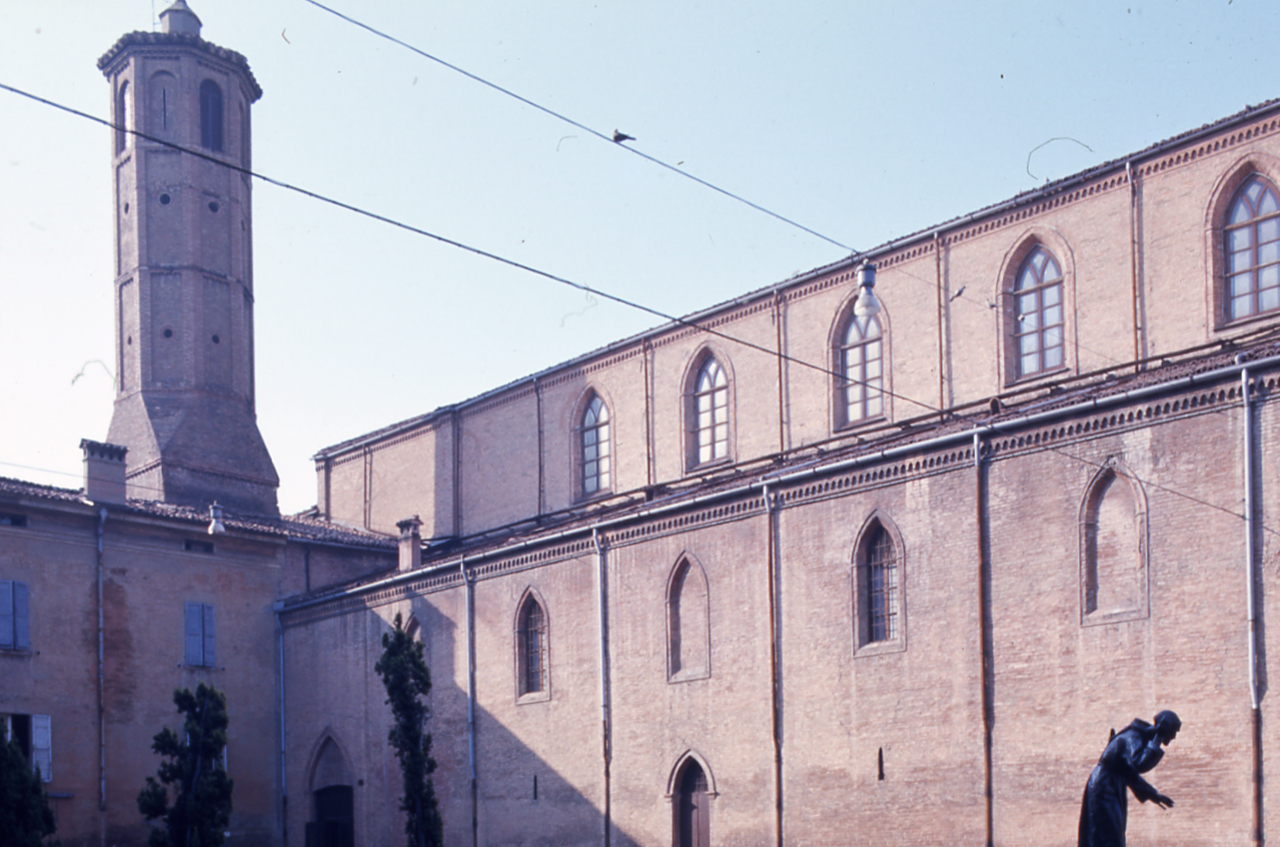

摩德纳圣方济各堂（Chiesa di San Francesco di Modena）是一座罗马天主教教堂，哥特式建筑风格，位于意大利摩德纳市中心。

## 历史
早在1221年，亚西西的方济各本人还活着的时候，方济各会修士就已经出现在摩德纳。但按照他们的习俗，他们的第一座修道院和教堂位于城外，一个容易发生洪水的地区。1244年，他们决定搬到这里，开始修建一座修道院和一座教堂，以纪念最近被封为圣人的亚西西的方济各。施工耗时近两个世纪，在完工前已经需要进行重建。
1501年，教堂和钟楼被地震严重损坏。教堂从1535年开始重建，导致两侧的小堂被毁，咏经席移动到祭坛后面的半圆形后殿，覆盖了以前的大部分彩绘装饰。1774年，方济各会被公爵当局驱逐，公爵将该市缩减为五个堂区，该堂被分配给圣乔治堂区管理。到了18世纪末，这里被法国士兵占据，沦为马厩，教堂设施也被法国士兵烧毁。
1829年，该堂归还给方济各会，古斯马诺·索利以哥特式风格进行翻新和修复。1886年至1888年间，卡洛·巴比里进行了第二次新哥特式翻修。砖砌外立面上有一扇巨大的玫瑰窗。16世纪的钟楼有一个八角形底座。
室内有一座1840年纪念摩德纳霍乱疫情消退的纪念碑，由路易吉·梅奥尼雕刻。在左后殿中，有一组安东尼奥·贝加雷利创作的，由13尊雕像组成的雕像《下十字架》(1531)。中殿咏经席有一幅油画，是阿德奥达托·马来斯塔的《圣方济各受五伤》。
在圣方济各右边的小广场上，喷泉代表朱塞佩·格拉齐奥西雕刻的圣人。
最初的风琴由费拉拉的乔瓦尼·西普里制作，现在反立面的管风琴是19世纪末的遗物，由德森萨诺的贝内代蒂制作。